# Hildegunn Mikkelsplass
Hildegunn Mikkelsplass z d. Fossen (ur. 16 kwietnia 1969 w Sigdal) – norweska biathlonistka, czterokrotna medalistka mistrzostw świata.

## Kariera
W Pucharze Świata zadebiutowała 26 stycznia 1989 roku w Ruhpolding, zajmując 14. miejsce w biegu indywidualnym. Tym samym już w debiucie zdobyła pierwsze punkty. Na podium zawodów pucharowych pierwszy raz stanęła 2 lutego 1991 roku w Oberhofie, kończąc rywalizację w sprincie na trzeciej pozycji. Wyprzedziły ją tylko rodaczka Elin Kristiansen i Yvonne Visser z Kanady. W kolejnych startach jeszcze pięć razy stawała na podium, odnosząc przy tym dwa zwycięstwa: 10 marca 1992 roku w Fagernes i 10 grudnia 1994 roku w Bad Gastein wygrywała sprinty. Najlepsze wyniki osiągnęła w sezonie 1993/1994, kiedy zajęła dziewiąte miejsce w klasyfikacji generalnej.
Podczas mistrzostw świata w Lahti w 1991 roku razem z Synnøve Thoresen, Signe Trosten i Unni Kristiansen zdobyła brązowy medal w biegu drużynowym. Na rozgrywanych trzy lata później mistrzostwach świata w Canmore wspólnie z Ann-Elen Skjelbreid, Åse Idland i Annette Sikveland w tej samej konkurencji była druga. Kolejny medal zdobyła podczas mistrzostw świata w Anterselvie w 1995 roku, gdzie Norweżki w składzie: Ann-Elen Skjelbreid, Hildegunn Mikkelsplass, Annette Sikveland i Gunn Margit Andreassen zajęły trzecie miejsce w sztafecie. Ponadto wspólnie z Ann-Elen Skjelbreid, Annette Sikveland i Liv Grete Skjelbreid była druga w biegu drużynowym na mistrzostwach świata w Pokljuce/Hochfilzen w 1998 roku. Była też między innymi szósta w sprincie na rozgrywanych w 1996 roku mistrzostwach świata w Ruhpolding.
W 1992 roku wystartowała na igrzyskach olimpijskich w Albertville, w swoim jedynym występie zajmując siódme miejsce w sztafecie. Brała też udział w igrzyskach w Lillehammer dwa lata później, gdzie zajęła 21. miejsce w biegu indywidualnym, 47. w sprincie oraz czwarte w sztafecie.
Jej mężem jest Eilif Mikkelsplass, brat Påla Gunnara Mikkelsplassa, a jej szwagierką jest Marit Wold.

## Osiągnięcia

### Igrzyska olimpijskie
| Rok  | Miejscowość | Konkurencje | Konkurencje | Konkurencje | Konkurencje | Konkurencje | Konkurencje | Konkurencje |
| Rok  | Miejscowość | IN          | SP          | PU          | MS          | RL          | MR          | SR          |
| ---- | ----------- | ----------- | ----------- | ----------- | ----------- | ----------- | ----------- | ----------- |
| 1992 | Albertville | –           | –           | nd.         | nd.         | 7.          | nd.         | –           |
| 1994 | Lillehammer | 21.         | 47.         | nd.         | nd.         | 4.          | nd.         | –           |

### Mistrzostwa świata
| Rok  | Miejscowość            | Konkurencje | Konkurencje | Konkurencje | Konkurencje | Konkurencje | Konkurencje | Konkurencje |
| Rok  | Miejscowość            | IN          | SP          | PU          | MS          | RL          | MR          | SR          |
| ---- | ---------------------- | ----------- | ----------- | ----------- | ----------- | ----------- | ----------- | ----------- |
| 1990 | Oslo/Mińsk/Kontiolahti | –           | –           | nd.         | nd.         | –           | nd.         | –           |
| 1991 | Lahti                  | 23.         | –           | nd.         | nd.         | –           | nd.         | –           |
| 1992 | Nowosybirsk            | nd.         | nd.         | nd.         | nd.         | nd.         | nd.         | –           |
| 1993 | Borowec                | 10.         | 13.         | nd.         | nd.         | 9.          | nd.         | –           |
| 1994 | Canmore                | nd.         | nd.         | nd.         | nd.         | nd.         | nd.         | –           |
| 1995 | Anterselva             | 25.         | 13.         | nd.         | nd.         | 3.          | nd.         | –           |
| 1996 | Ruhpolding             | 18.         | 6.          | nd.         | nd.         | 4.          | nd.         | –           |
| 1997 | Osrblie                | –           | 29.         | 30.         | nd.         | –           | nd.         | –           |
| 1998 | Pokljuka/Hochfilzen    | nd.         | nd.         | –           | nd.         | nd.         | nd.         | –           |

### Puchar Świata

#### Miejsca w klasyfikacji generalnej
| Sezon     | Miejsce |
| --------- | ------- |
| 1988/1989 | 25.     |
| 1989/1990 | 47.     |
| 1990/1991 | 14.     |
| 1991/1992 | 17.     |
| 1992/1993 | 18.     |
| 1993/1994 | 9.      |
| 1994/1995 | 17.     |
| 1995/1996 | 12.     |
| 1996/1997 | 23.     |
| 1997/1998 | 72.     |

#### Miejsca na podium w zawodach chronologicznie
| Lp. | Dzień       | Rok  | Miejscowość | Konkurencja                | Lokata | Pudła   | Czas biegu | Strata | Zwycięzca          |
| --- | ----------- | ---- | ----------- | -------------------------- | ------ | ------- | ---------- | ------ | ------------------ |
| 1.  | 2 lutego    | 1991 | Oberhof     | Sprint na 7,5 km           | 3.     | 1+0     | 24:31,8    | +16,7  | Elin Kristiansen   |
| 2.  | 10 marca    | 1992 | Fagernes    | Sprint na 7,5 km           | 1.     | 0+0     | 26:02,0    | –      | –                  |
| 3.  | 11 grudnia  | 1993 | Bad Gastein | Sprint na 7,5 km           | 2.     | 0+1     | 32:00,6    | +17,9  | Nathalie Santer    |
| 4.  | 10 grudnia  | 1994 | Bad Gastein | Sprint na 7,5 km           | 1.     | 0+0     | 30:55,6    | –      | –                  |
| 5.  | 18 stycznia | 1996 | Osrblie     | Bieg indywidualny na 15 km | 3.     | 0+0+0+0 | 46:28,3    | +32,2  | Andreja Koblar     |
| 6.  | 4 stycznia  | 1997 | Oberhof     | Sprint na 7,5 km           | 2.     | 0+0     | 23:58,1    | +48,3  | Magdalena Forsberg |